# スーパーキー (キーボード)
スーパーキー（英語: Super key）はコンピュータのキーボードのキーの一つであるが、コンピュータの歴史上、複数のキーボードで異なる働きをするキーが「スーパーキー」と呼ばれてきた。
最初にスーパーキーと呼ばれたのは、スペースカデットキーボードの修飾キーであった。現在では、スーパーキーはLinuxやBSDにおいて、WindowsキーやApple Keyboardのコマンドキーの別名として使われている。

## ナイトキーボードとスペースカデットキーボード

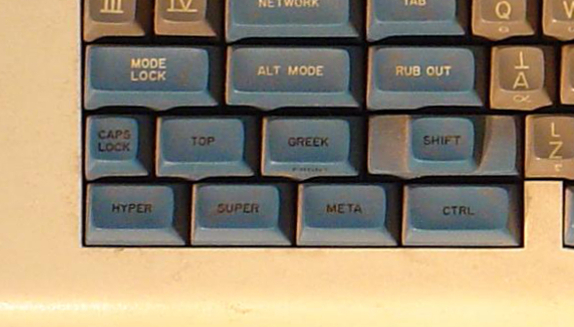
スペースカデットキーボードの左下にある修飾キー。左から、ハイパー、スーパー、メタ、コントロール。

トム・ナイトはナイトキーボードとスペースカデットキーボードを作った。ナイトキーボードからスペースカデットキーボードへの改善は、バッキービットのための2つの修飾子、ハイパー(Hyper)とスーパー(Super)を追加したことだった。スーパーキーは第3のバッキービット（十進数で 4 を表す）を修飾した。LISPマシンでのスペースカデットキーボードの使用法から、スーパーキーはEmacsが使用する修飾キーの一つとして採用された。そのため、スーパーキーのない現代の大部分のシステムでEmacsを使う場合には、スーパーキーを他のキーで代用する必要がある。

## LinuxとBSD
スペースカデットキーボードの時代に設計されたため、X11では（キーボードで一般的に利用可能だった「シフト (Shift)」「コントロール (Control)」「オルト (Alt)」とともに）「メタ (Meta)」「スーパー (Super)」「ハイパー (Hyper)」のシフト状態を定義した。PCのキーボードにはこれらのキーが存在しないため、これらのシフト状態を作ることはできなかった。これらの修飾子を使用した唯一のソフトウェアはEmacsだった。
Windowsキーが付いたキーボードが登場したことで、これらのシフト状態の1つにキーを割り当てることが可能になった。メタを使用するEmacsコマンドの多くは、メタの代わりにAltキーやEscキーを使用するようになっていた。そこで、Windowsキーはスーパーに割り当てられることになった。数年後にはこれが標準的なキーアサインになった。
マイクロソフトの著作権で保護された用語を避けるため、多くのLinuxドキュメントではこのキーを「スーパー」と呼んでいるが、このキーが「Windowsキー」だと考えているユーザーを混乱させている。
大部分のLinuxデスクトップ環境はスーパーキーを、アプリケーション自体により用いられるコマンドとしてではなく、ウィンドウ管理やアプリケーションの起動など、WindowsにおけるWindowsキーと同じように使用する。また、スーパーキーを押しながらマウスをクリックすることで、ウィンドウの端をクリックすることなくウィンドウを動かしたり大きさを変更したりできるデスクトップ環境もある。
GNOME 3では、デフォルトで、スーパーキーを放すとアクティブウィンドウを表示する。
OpenboxとKDEでは、スーパーキーは修飾キーとして使用できるが、デフォルトのショートカットでは使われていない。
Unityでは、スーパーキーはランチャーの制御とウィンドウの管理に使われている。

## macOS
macOSのX11エミュレーションでは、「スーパー」のシフト状態はコマンドキーに割り当てられている。Apple Keyboard以外を接続した場合にmacOSはWindowsキーをコマンドキーとして使用するので、これはLinuxにおけるWindowsキーの扱い方と同じである。